# Borgeby församling
Borgeby församling var en församling i Lunds stift och i Lomma kommun. Församlingen uppgick 2000 i Bjärreds församling.

## Administrativ historik
Församlingen har medeltida ursprung. 
Församlingen var till 1937 moderförsamling i pastoratet Borgeby och Löddeköpinge. Från 1937 till 1973 var den annexförsamling i pastoratet Löddeköpinge och Borgeby som från 1962 även omfattade Barsebäcks, Högs och Hofterups församlingar. Från 1973 till 2000 var församlingen annexförsamling i pastoratet Fjelie, Flädie och Borgeby. Församlingen uppgick 2000 i Bjärreds församling.-

## Kyrkor
- Borgeby kyrka